# フランシス・ウォーカー (昆虫学者)

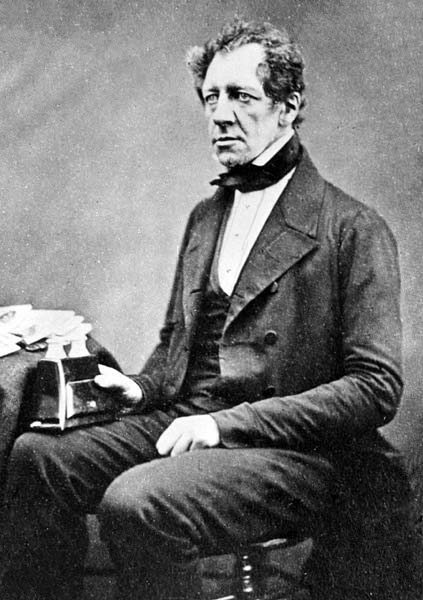
フランシス・ウォーカー

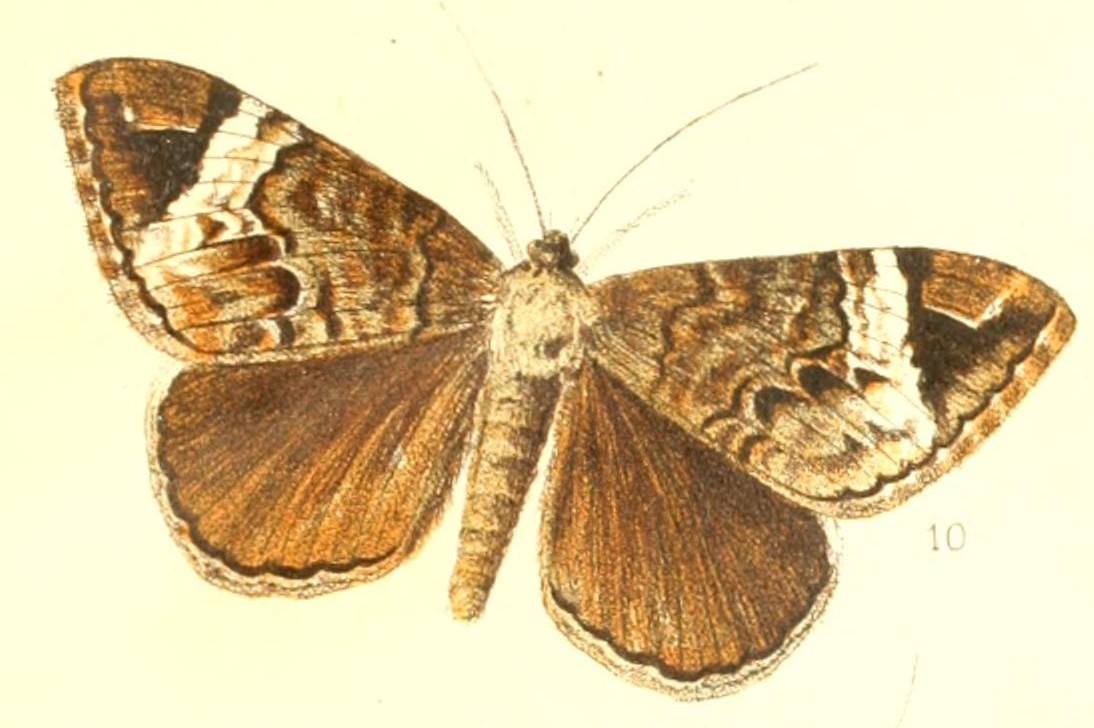
著作の図版

フランシス・ウォーカー（Francis Walker、1809年7月31日 - 1874年10月5日）はイギリスの昆虫学者である。多くの昆虫の種を記載したが、多くの既に記載された種に異名（シノニム）をつけたり、同一種に複数の名前をつけたりしたため、後半生は批判された。

## 略歴
ロンドンのサウスゲートのアーノス・グローヴに住む、富裕なウォーカー家の一族である。父親のジョン・ウォーカーは王立協会や王立園芸協会のフェローである。少年時代をスイスで育てられ、蝶の熱心な収集家となった。1834年に一年間、昆虫学雑誌、"Entomological Magazine" の編集を行い、1837年から1863年まで無給で、大英博物館（ロンドン自然史博物館）で働き、300以上の論文などを執筆した。友人の昆虫学者、ジョン・カーティスと1830年にフランスへ採集旅行するなど、イギリス各地、ラップランド、ドイツ、スイス、イタリアなどを旅した。昆虫学会のフェローに選ばれた。
ウォーカーの収集した標本はロンドン自然史博物館、オックスフォード大学のホープ研究室などに保存されている。

## 著作
- Monographia Chalciditum. Hypolitus Balliére, 219, Regent Street, London, J. B. Balliére, 13, Rue d' École de Médecine, Paris, J. and G. Weigel, Leipsig (Leipzig, Germany)(1839)
- Insecta Britannica Diptera 3 vols. London (1851–1856)